# Salem (Baden)
Salem ist eine Gemeinde im südlichen Baden-Württemberg im Bodenseekreis. Der Gemeinde wurde das Prädikat staatlich anerkannter Erholungsort verliehen.

## Geographie

### Geographische Lage
Die Gemeinde liegt etwa neun Kilometer östlich von Überlingen und zehn Kilometer nordöstlich von Meersburg im Linzgau im Hinterland des Bodensees, hauptsächlich im Tal der Salemer Aach. Der Ortsteil Oberstenweiler liegt auf einem Nebengipfel des Gehrenbergs auf bis zu 600 m Höhe. Die Gemarkungsfläche umfasst 62,70 km².

### Nachbargemeinden
Die Gemeinde grenzt an Überlingen, Meersburg, Bermatingen, Heiligenberg, Deggenhausertal, Frickingen und Uhldingen-Mühlhofen.

### Gemeindegliederung
Die Gemeinde Salem besteht aus elf Teilorten:
| Wappen           | Ortsteil | Einwohner (Stand: 31. Dezember 2024) | Fläche (Stand: 31. Dezember 2024) | Fläche (Stand: 31. Dezember 2024) |
| ---------------- | --- | ------------------------------------ | --------------------------------- | --------------------------------- |
| Salem            | Salem mit dem Dorf Stefansfeld sowie den Höfen Forst[erhof], Schwandorf[erhof] und Spitznagelhof | 1702                                 | 744 ha                            | 7.439.778 m²                      |
| Beuren           | Beuren mit dem Dorf Altenbeuren, dem Weiler Bächen, den Häusern Aspen, Binzwangen, Faßler, Holdern, Im Tiefenweg, Kaltenbrunnen und Trillenbühl, dem Hof Ölmühle sowie den Wüstungen Merwangen und Togerbach | 1716                                 | 888 ha                            | 8.882.136 m²                      |
| Buggensegel      | Buggensegel mit den Häusern Im Bremgarten und In den Rubäckern sowie dem Höfe Wehhausen | 365                                  | 361 ha                            | 3.609.393 m²                      |
| Grasbeuren       | Grasbeuren mit den Häusern Grasbeuren Bahnstation, In der Kürze und In der Roggenbreite | 356                                  | 347 ha                            | 3.466.822 m²                      |
| Mimmenhausen     | Mimmenhausen mit dem Haus Killenberg sowie der Wüstung Banzenreute | 3755                                 | 628 ha                            | 6.281.219 m²                      |
| Mittelstenweiler | Mittelstenweiler mit dem Dorf Unterstenweiler sowie dem Haus Roter Torkel | 696                                  | 314 ha                            | 3.144.257 m²                      |
| Neufrach         | Neufrach mit dem Weiler Leutkirch und Haberstenweiler, den Höfen Beim steinernen Brückle, Birkenweiler, dem Fischerhaus, den Häusern Leimgrube, Mimmenhausen-Neufrach Bahnstation, Mimmenhausen Bahnstation, Mittelstenweiler Bahnstation, Tobelhof und Wespach sowie den Wüstungen Geroldshaldum und Herwigiswilare | 2595                                 | 1030 ha                           | 10.297.265 m²                     |
| Oberstenweiler   | Oberstenweiler mit dem Hof Rimpertsweiler | 355                                  | 324 ha                            | 3.244.134 m²                      |
| Rickenbach       | Rickenbach mit dem Rickenhof | 208                                  | 171 ha                            | 1.706.179 m²                      |
| Tüfingen         | Tüfingen mit dem Weiler Baufnang, den Häusern Im Strohschneider, dem Berghof und Ralzhof sowie den Höfen Im Vogelsang, Mendlishausen | 288                                  | 911 ha                            | 9.113.922 m²                      |
| Weildorf         | Weildorf mit dem Zinken Im Kogenwinkel, dem Hof Schapbuch sowie der Wüstung Rustingsberg | 839                                  | 551 ha                            | 5.513.321 m²                      |

### Schutzgebiete
In Salem liegen das Naturschutzgebiet Schwarzer Graben und das Landschaftsschutzgebiet Salem-Killenweiher sowie Teile der Landschaftsschutzgebiete Lippertsreuter Umland und Bodenseeufer. Darüber hinaus liegen auf dem Gemeindegebiet mehrere Teilgebiete der FFH-Gebiete Bodenseehinterland zwischen Salem und Markdorf und Bodensee Hinterland bei Überlingen sowie des Vogelschutzgebiets Salemer Klosterweiher und fünf Wasserschutzgebiete.

## Geschichte

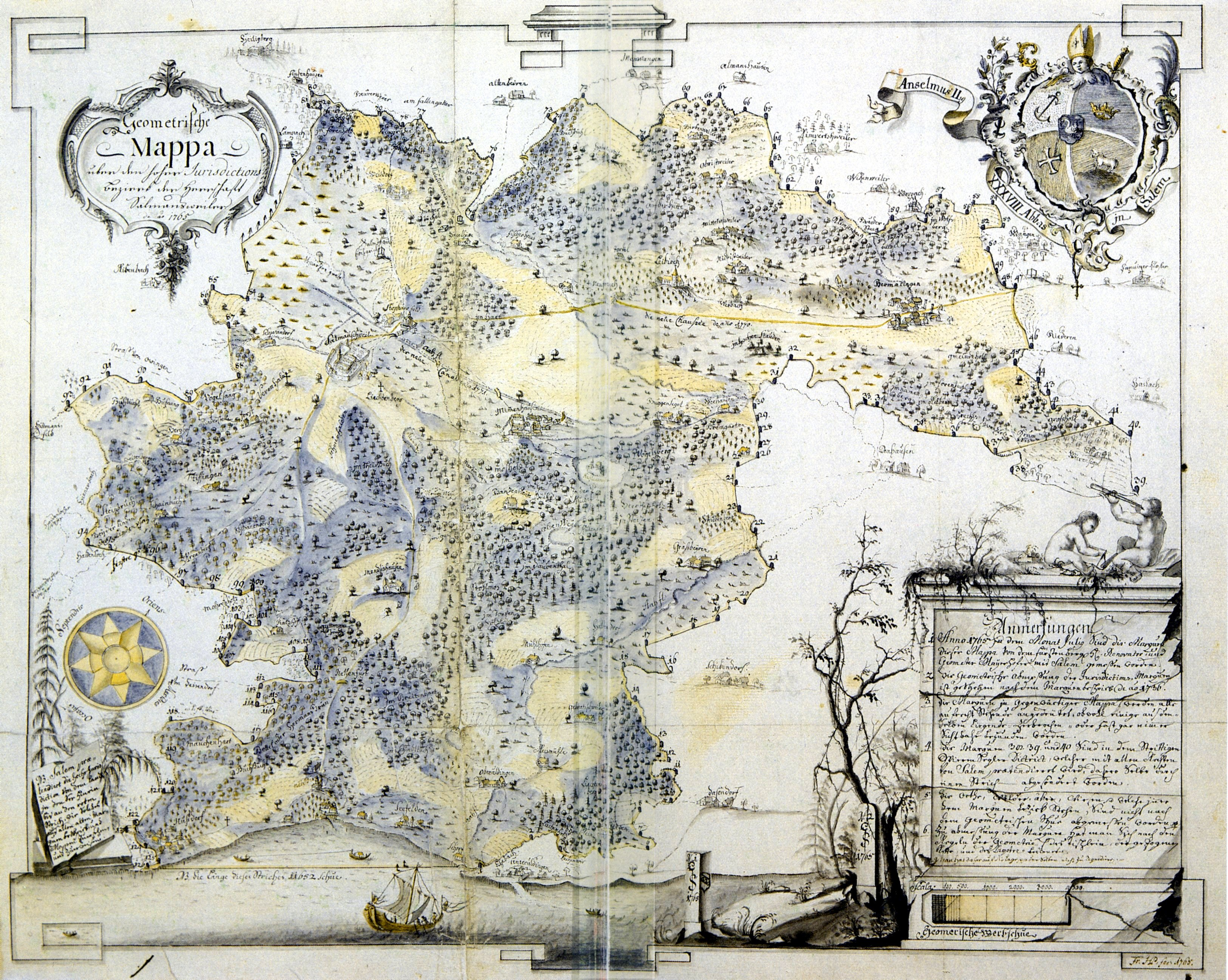
Salemer Hoheitsgebiet um 1765

Für eine ausführliche Geschichte des Klosters siehe den Artikel Reichsabtei Salem.

### Bis zum 19. Jahrhundert
Die Gegend war mindestens seit der Bronzezeit besiedelt. Ab dem 3. Jahrhundert gründeten Alemannen, später auch zuziehende Franken mehrere Dörfer, darunter die kleine Siedlung Salemanneswilare (später Salmannsweiler).
Hier gründete 1137 der Orden der Zisterzienser das Kloster Salem. Es wurde schnell in den Rang einer Reichsabtei erhoben und gewann 1178 noch größere Unabhängigkeit, als es durch Papst Alexander III. direkt dem Heiligen Stuhl unterstellt wurde.
Das Kloster in Salemanneswilare erhielt den geistlichen Namen „Salem“ nach dem biblischen „Ort des Friedens“. Die Namen Salem und Salmannsweiler wurden bis ins 18. Jahrhundert gleichwertig nebeneinander benutzt.
Das Kloster brachte es durch Zuwendungen, Schenkungen und eigenen Handel bald zu Grundbesitz und außergewöhnlichem Wohlstand und gewann weit über die Region hinaus an Bedeutung.
Von etwa 1285 bis 1425 wurde das bis heute erhaltene hochgotische Salemer Münster errichtet. 1595 wurde der Abtei das Generalvikariat über alle Zisterzienserklöster in Süddeutschland übertragen. 1637 erhielt sie durch einen Vertrag mit dem Fürstenhaus Fürstenberg auch die Grafschaftsrechte und damit die volle Landeshoheit über das Salemer Gebiet.
Im 17. Jahrhundert musste das Kloster schwere Rückschläge verkraften. Vom Dreißigjährigen Krieg, der Tod und Verwüstung über ganze Landstriche brachte, erholte es sich nur langsam. 1697 vernichtete ein Feuer nicht nur die meisten Gebäude, sondern zudem zahlreiche im Besitz der Abtei befindliche Kunstschätze.
In der Folgezeit entstanden unter dem Baumeister Franz Beer aus Vorarlberg die bis heute erhaltenen Barockbauten, und das Reichsstift erlebte einen glanzvollen Wiederaufstieg. Unter anderem gründete Abt Anselm II. Schwab 1749 eine Waisenkasse, die als erste Sparkasse Deutschlands gilt. Anselm ließ auch die Wallfahrtskirche Birnau am Bodenseeufer errichten.
Die große Zeit des Klosters endete mit dem Reichsdeputationshauptschluss im Jahre 1803. Es wurde säkularisiert, das Territorium fiel an die Markgrafschaft Baden. Fortan war Salem politisch nur noch von regionaler Bedeutung. Die Säkularisation ließ 1804 jedoch den weltlichen Namen Salmannsweiler in Vergessenheit geraten und machte den geistlichen Namen 'Salem' zum Ortsnamen der Gemeinde.

### Eingemeindungen
Die heutige Gemeinde wurde im Zuge der Gemeindegebietsreform in Baden-Württemberg am 1. April 1972 durch die Vereinigung der Gemeinden Salem, Buggensegel, Mimmenhausen, Mittelstenweiler, Neufrach, Rickenbach, Tüfingen und Weildorf neu gebildet. Am 1. Januar 1973 wurden Oberstenweiler und Grasbeuren eingemeindet. Die Eingemeindung von Beuren erfolgte am 1. Januar 1975.
Der Kernort Salem und alle Ortsteile gehörten bis zum 1. Januar 1973 dem Landkreis Überlingen an.

### Einwohnerentwicklung
| Jahr          | Einwohnerzahlen |
| ------------- | --------------- |
| 30. Juni 1976 | 06.800          |
| 30. März 1980 | 07.676          |
| 30. Juni 1985 | 08.607          |
| 30. Juni 1990 | 09.273          |
| 30. Juni 1995 | 10.321          |
| 30. Juni 2000 | 10.986          |
| 30. Juni 2005 | 11.152          |
| 30. Juni 2010 | 11.166          |
| 30. Juni 2015 | 11.471          |
| 30. Juni 2019 | 11.625          |

## Politik

### Gemeinderat
Der Gemeinderat in Salem besteht aus den 22 gewählten ehrenamtlichen Gemeinderäten und dem Bürgermeister als Vorsitzendem. Der Bürgermeister ist im Gemeinderat stimmberechtigt.
Die Kommunalwahl am 9. Juni 2024 führte zu folgendem Ergebnis (mit Vergleichszahlen der Wahl 2019):
| Parteien und Wählergemeinschaften | Parteien und Wählergemeinschaften           | % 2024  | Sitze 2024 |        | % 2019 | Sitze 2019 | Kommunalwahl 2024 %403020100 30,30 %22,26 %20,70 %12,48 %5,23 %9,03 % CDUFWGOLFDPSPDFBSGewinne und Verlusteim Vergleich zu 2019 %p 10 8 6 4 2 0 −2 −4 −6 −8+1,50 %p−3,44 %p−7,00 %p+3,08 %p−3,17 %p+9,03 %pCDUFWGOLFDPSPDFBS |
| CDU                               | Christlich Demokratische Union Deutschlands | 30,30   | 7          | 28,8   | 6      |            | Kommunalwahl 2024 %403020100 30,30 %22,26 %20,70 %12,48 %5,23 %9,03 % CDUFWGOLFDPSPDFBSGewinne und Verlusteim Vergleich zu 2019 %p 10 8 6 4 2 0 −2 −4 −6 −8+1,50 %p−3,44 %p−7,00 %p+3,08 %p−3,17 %p+9,03 %pCDUFWGOLFDPSPDFBS |
| FW                                | Freie Wähler Oberteuringen                  | 22,26   | 5          | 25,7   | 6      |            | Kommunalwahl 2024 %403020100 30,30 %22,26 %20,70 %12,48 %5,23 %9,03 % CDUFWGOLFDPSPDFBSGewinne und Verlusteim Vergleich zu 2019 %p 10 8 6 4 2 0 −2 −4 −6 −8+1,50 %p−3,44 %p−7,00 %p+3,08 %p−3,17 %p+9,03 %pCDUFWGOLFDPSPDFBS |
| GOL                               | Grüne offene Liste                          | 20,70   | 4          | 27,7   | 6      |            | Kommunalwahl 2024 %403020100 30,30 %22,26 %20,70 %12,48 %5,23 %9,03 % CDUFWGOLFDPSPDFBSGewinne und Verlusteim Vergleich zu 2019 %p 10 8 6 4 2 0 −2 −4 −6 −8+1,50 %p−3,44 %p−7,00 %p+3,08 %p−3,17 %p+9,03 %pCDUFWGOLFDPSPDFBS |
| FDP                               | Freie Demokratische Partei                  | 12,48   | 3          | 09,4   | 2      |            | Kommunalwahl 2024 %403020100 30,30 %22,26 %20,70 %12,48 %5,23 %9,03 % CDUFWGOLFDPSPDFBSGewinne und Verlusteim Vergleich zu 2019 %p 10 8 6 4 2 0 −2 −4 −6 −8+1,50 %p−3,44 %p−7,00 %p+3,08 %p−3,17 %p+9,03 %pCDUFWGOLFDPSPDFBS |
| SPD                               | Sozialdemokratische Partei Deutschlands     | 05,23   | 1          | 08,4   | 2      |            | Kommunalwahl 2024 %403020100 30,30 %22,26 %20,70 %12,48 %5,23 %9,03 % CDUFWGOLFDPSPDFBSGewinne und Verlusteim Vergleich zu 2019 %p 10 8 6 4 2 0 −2 −4 −6 −8+1,50 %p−3,44 %p−7,00 %p+3,08 %p−3,17 %p+9,03 %pCDUFWGOLFDPSPDFBS |
| FBS                               | Freie Bürgerliste Salem                     | 09,03   | 2          | –      | –      |            | Kommunalwahl 2024 %403020100 30,30 %22,26 %20,70 %12,48 %5,23 %9,03 % CDUFWGOLFDPSPDFBSGewinne und Verlusteim Vergleich zu 2019 %p 10 8 6 4 2 0 −2 −4 −6 −8+1,50 %p−3,44 %p−7,00 %p+3,08 %p−3,17 %p+9,03 %pCDUFWGOLFDPSPDFBS |
| Gesamt                            | Gesamt                                      | 100 %   | 22         | 100 %  | 22     |            | Kommunalwahl 2024 %403020100 30,30 %22,26 %20,70 %12,48 %5,23 %9,03 % CDUFWGOLFDPSPDFBSGewinne und Verlusteim Vergleich zu 2019 %p 10 8 6 4 2 0 −2 −4 −6 −8+1,50 %p−3,44 %p−7,00 %p+3,08 %p−3,17 %p+9,03 %pCDUFWGOLFDPSPDFBS |
| Wahlbeteiligung                   | Wahlbeteiligung                             | 66,65 % | 66,65 %    | 67,5 % | 67,5 % |            | Kommunalwahl 2024 %403020100 30,30 %22,26 %20,70 %12,48 %5,23 %9,03 % CDUFWGOLFDPSPDFBSGewinne und Verlusteim Vergleich zu 2019 %p 10 8 6 4 2 0 −2 −4 −6 −8+1,50 %p−3,44 %p−7,00 %p+3,08 %p−3,17 %p+9,03 %pCDUFWGOLFDPSPDFBS |

### Verwaltung
Salem hat sich mit den Gemeinden Frickingen und Heiligenberg zu einem Gemeindeverwaltungsverband zusammengeschlossen.

### Bürgermeister

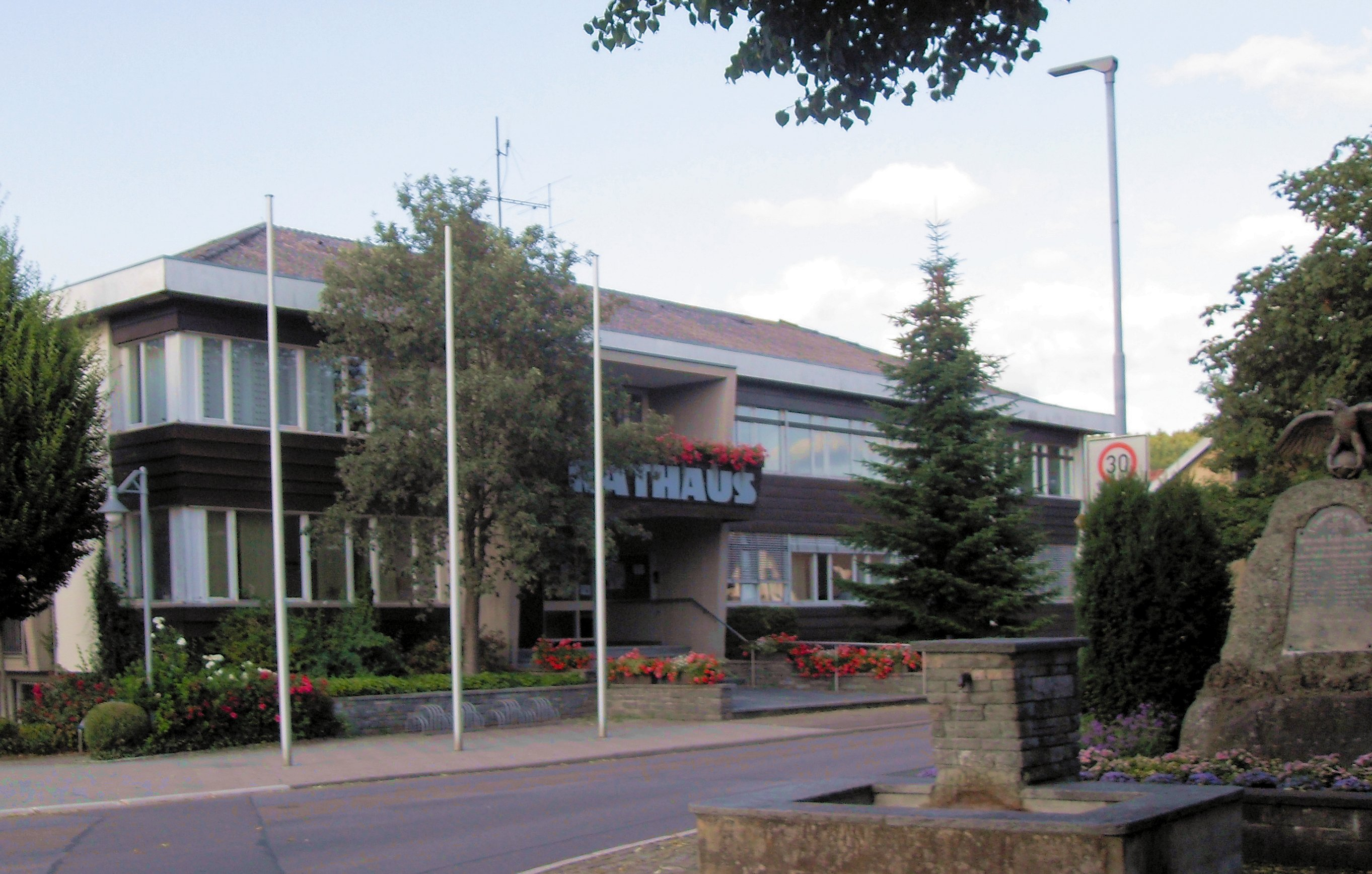
Ehemaliges Rathaus im Ortsteil Neufrach

Seit 2004 ist Manfred Härle Bürgermeister von Salem. Am 30. September 2012 wurde er mit 92,7 Prozent der Stimmen im ersten Wahlgang, bei einer Wahlbeteiligung von 33,9 Prozent, wiedergewählt; er war der einzige Kandidat für das Amt. Am 27. September 2020 wurde Härle mit 50,3 % der Stimmen bei einer Wahlbeteiligung von 58,3 % in seine dritte Amtszeit gewählt. Härle, der als Parteiloser antrat, war von 2001 bis 2004 Bürgermeister von Talheim im Landkreis Tuttlingen. Am 1. November 2004 trat er sein Amt an; die offizielle Amtseinführung erfolgte am 8. November 2004.
- 1972–1988: Werner Kesenheimer[12]
- 1988–2004: Peter Allgaier (FWV)[13]
- seit 2004: Manfred Härle (parteilos)

### Wappen
| Wappen der Gemeinde Salem | Blasonierung: „In Blau ein doppelreihig von Silber (Weiß) und Rot geschachter Schrägbalken (Zisterzienserbalken), überdeckt von einem aus dem Unterrand emporkommenden goldenen (gelben) Abtsstab mit nach links gewendeter Krümme, von einem s-förmigen silbernen (weißen) Velum umschlungen.“ |
| Wappen der Gemeinde Salem | Wappenbegründung: Die am 1. April 1972 durch Vereinigung von acht früheren Kommunen gebildete und bis 1975 durch Eingliederung von drei weiteren Orten vergrößerte Gemeinde hielt bei der Festlegung ihres Wappens an den vom Wappen der ehemaligen Zisterzienserabtei Salem abgeleiteten Figuren fest, die seit 1895 auch den Schild der früheren Gemeinde Salem geziert hatten. Im Hinblick auf die engen historischen Beziehungen zu der genannten Abtei vermag dieses Schildbild auch das jetzige Gemeindegebiet zu repräsentieren. An die Stelle des heraldisch fehlerhaften goldenen Schildes des früheren Gemeindewappens trat bei der Neufestlegung ein blauer. Das Innenministerium verlieh das Wappen samt der Flagge am 12. Oktober 1973. |

### Gemeindepartnerschaften
- Les Essarts-le-Roi, Frankreich, seit 1994.

## Kultur und Sehenswürdigkeiten

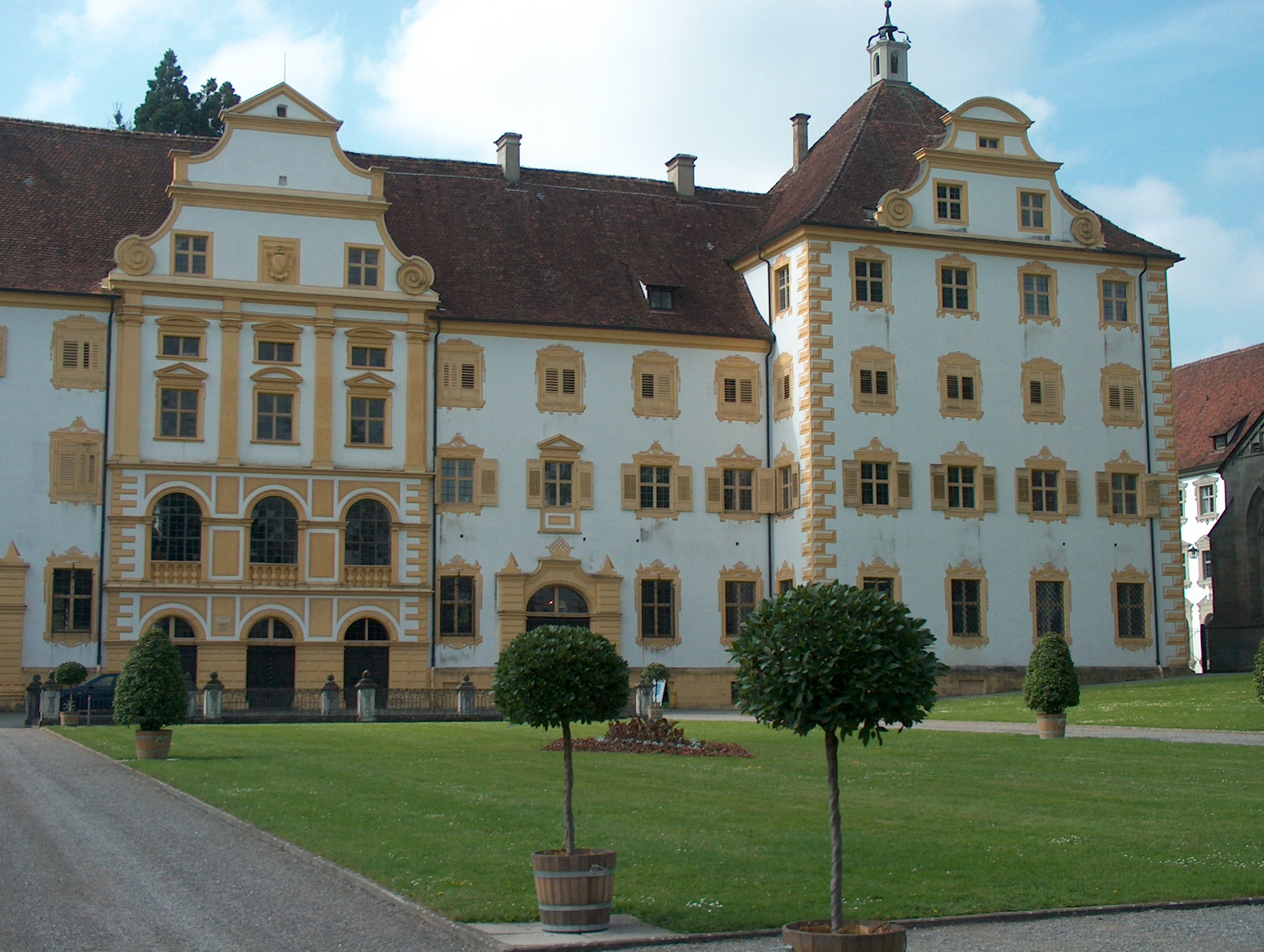
Schloss Salem

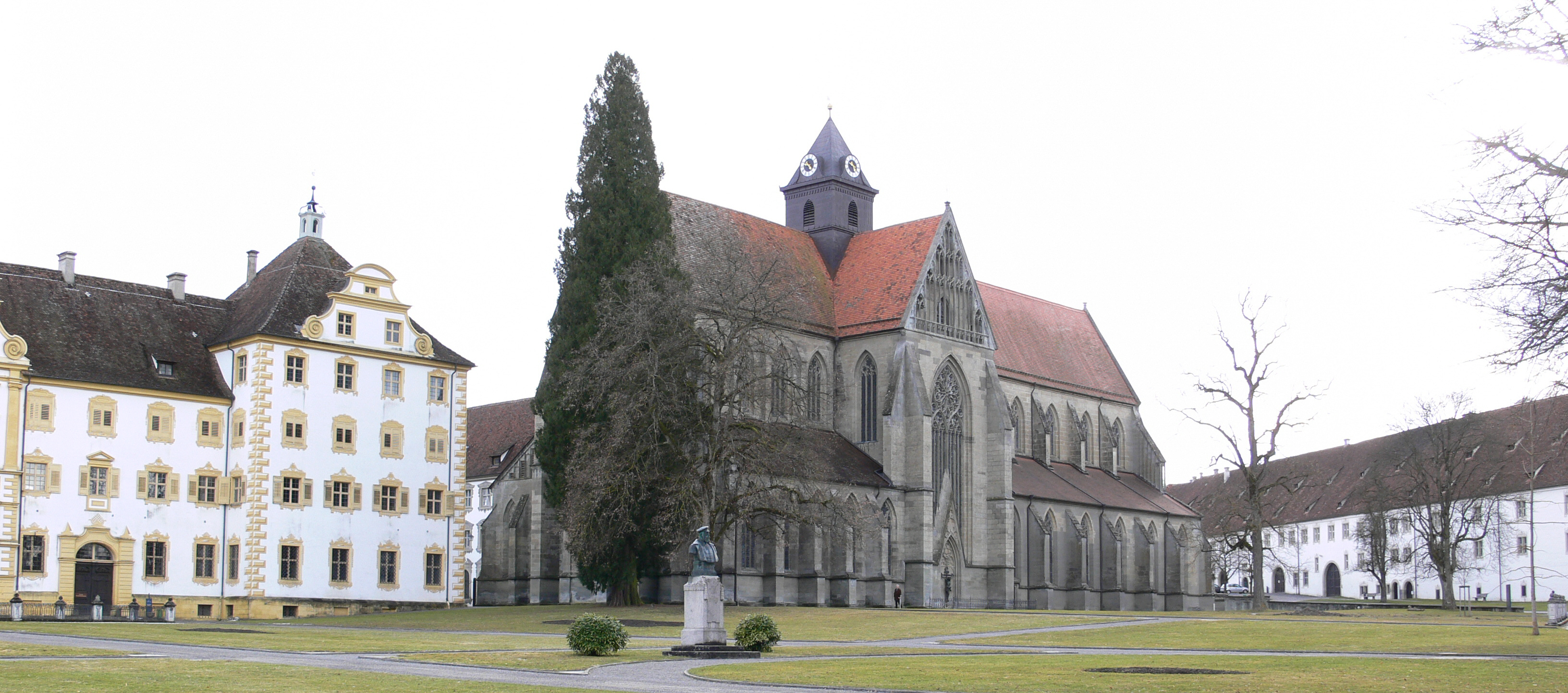
Münster und Schloss

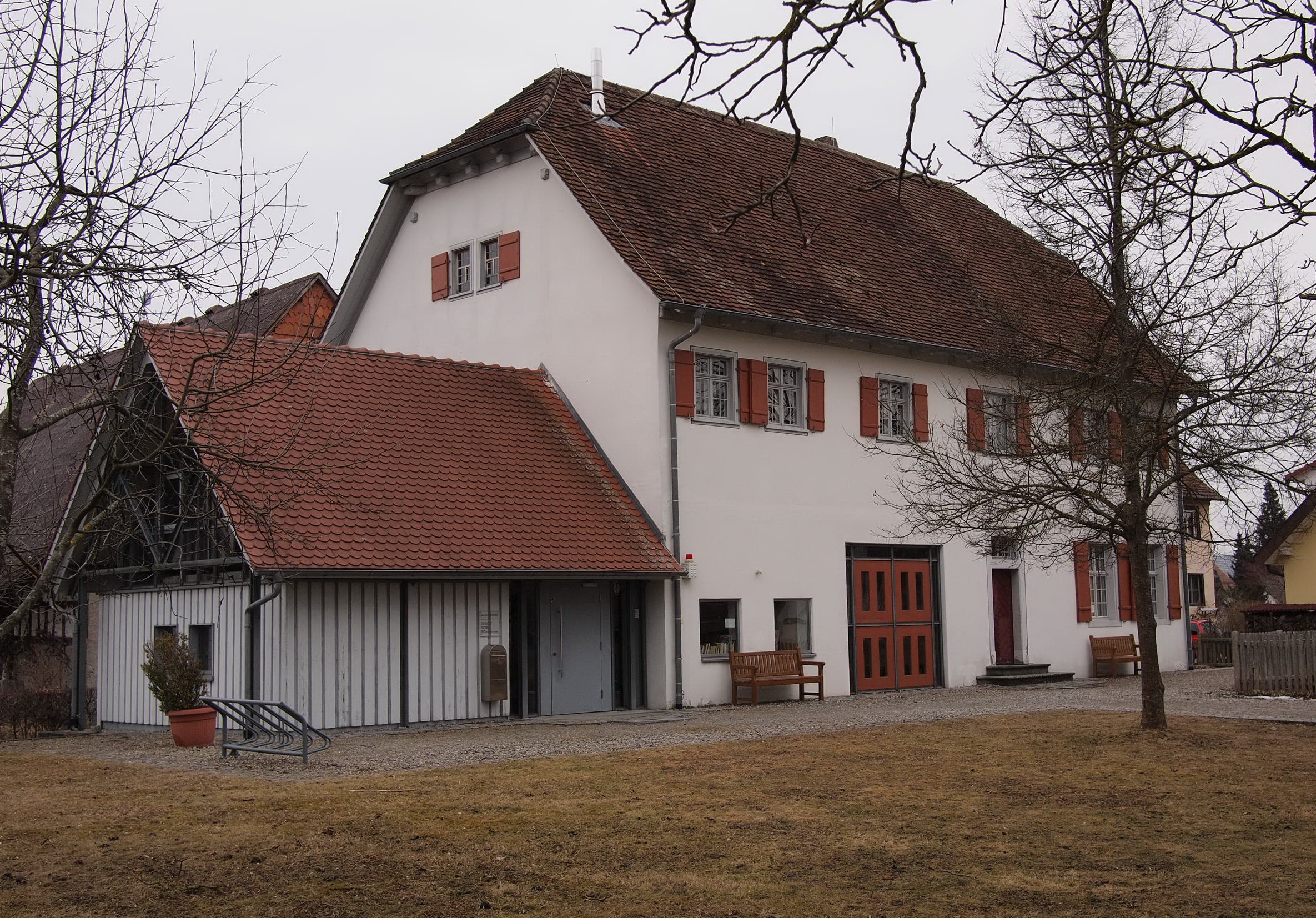
Das Feuchtmayer-Museum in Mimmenhausen

### Museen
- Das Schloss Salem beherbergt das größte Feuerwehrmuseum Europas, ein Brennerei- und Küfereimuseum, das Archiv der Kunstsammlung Bodenseekreis, eine historische Schmiede und einen Weinkeller und gibt Einblick in 700 Jahre Kunstgeschichte.[15]
- Das Feuchtmayer Museum im Ortsteil Mimmenhausen zeigt Ausstellungsstücke zu Leben und Werk des Barockbildhauers und Stuckators Josef Anton Feuchtmayer, der in Mimmenhausen lebte und arbeitete.
- Eine weitere Attraktion der Gemeinde ist der Affenberg, ein für Besucher zugängliches, fast 20 Hektar großes Waldstück, in dem rund 200 Berberaffen frei herumlaufen. Zum Gelände gehören außerdem ein großer Karpfen-Weiher, ein Freigehege für Damwild und eine Aufzucht- und Fütterungsstation für Weißstörche.

### Bauwerke
- Die 17 Hektar große ehemalige Klosteranlage der Reichsabtei Salem, mit dem hochgotischen Salemer Münster wurde von den Großherzögen von Baden zur Schlossanlage umgestaltet. Es beherbergt neben dem Internat Schule Schloss Salem mehrere Museen.
- Die barocke Stefansfeld-Kapelle im Ortsteil Stefansfeld wurde von Franz Beer errichtet, dem Architekten der Klosterbauten

### Freizeit und Sport
Im Sommer zieht das Freibad am Schlosssee Badegäste aus der ganzen Region an. Hinzu kommen eine Tennisanlage nebst Halle, ein Fußball- und Leichtathletikstadion, Sportplätze, Sporthallen und Proberäume für Vereine.

### Vereine

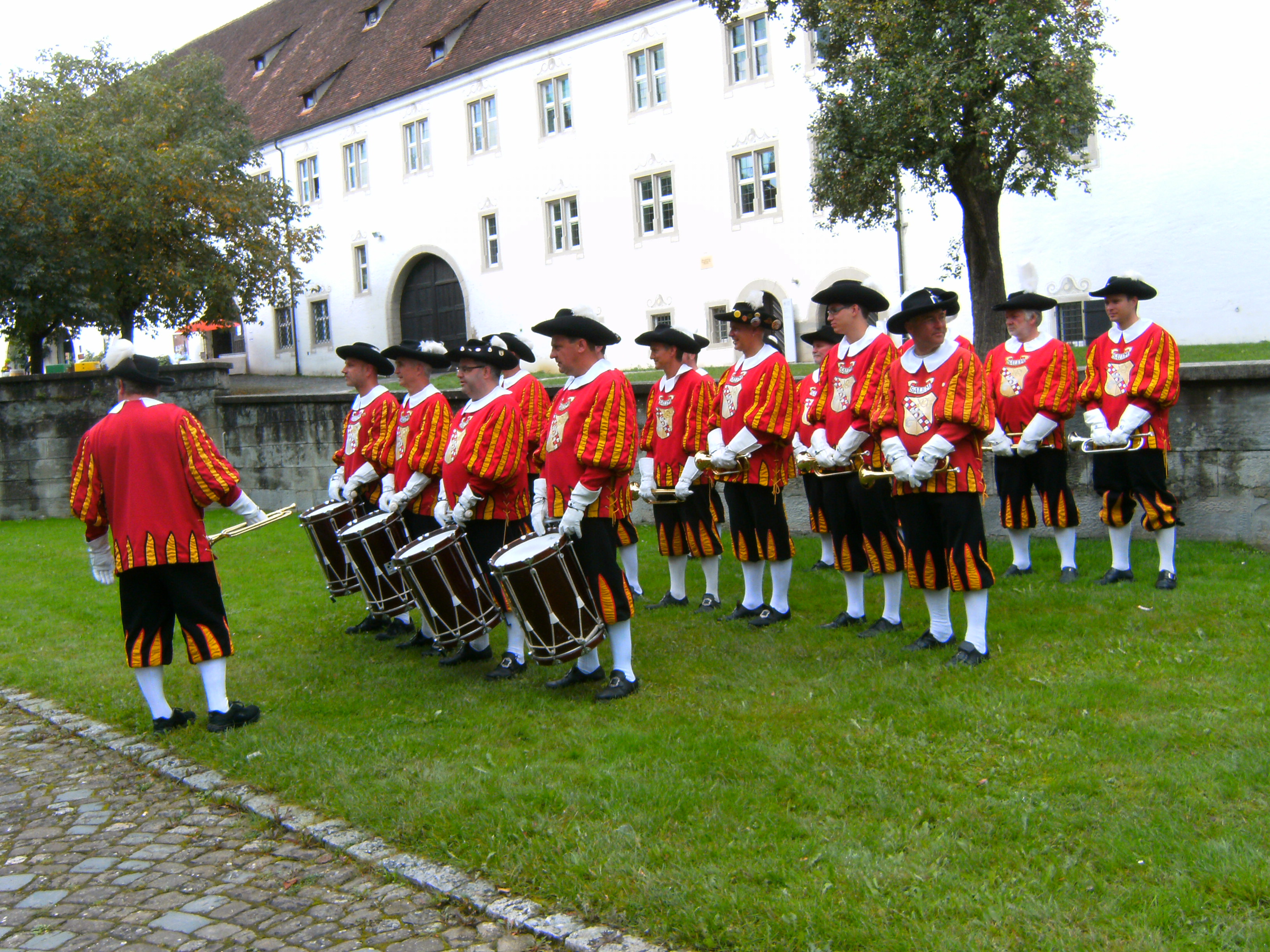
Fanfarenzug Salem beim Tag der offenen Tür am 14. September 2014 in Kloster und Schloss Salem.

Salem hat über 100 Vereine, einschließlich zahlreicher Narrenvereine.

### Regelmäßige Veranstaltungen
Auf dem Freibadgelände findet jedes erste Sommerferienwochenende das Schloßseefest Salem, eine der größten Open-Air-Veranstaltungen der Bodenseeregion, statt. Dessen Höhepunkt ist ein Klang-Kunstfeuerwerk am Samstagabend über dem Schlosssee. Bei großen Freiluft-Konzerten auf dem Schlossgelände treten internationale Künstler auf.

## Wirtschaft und Infrastruktur

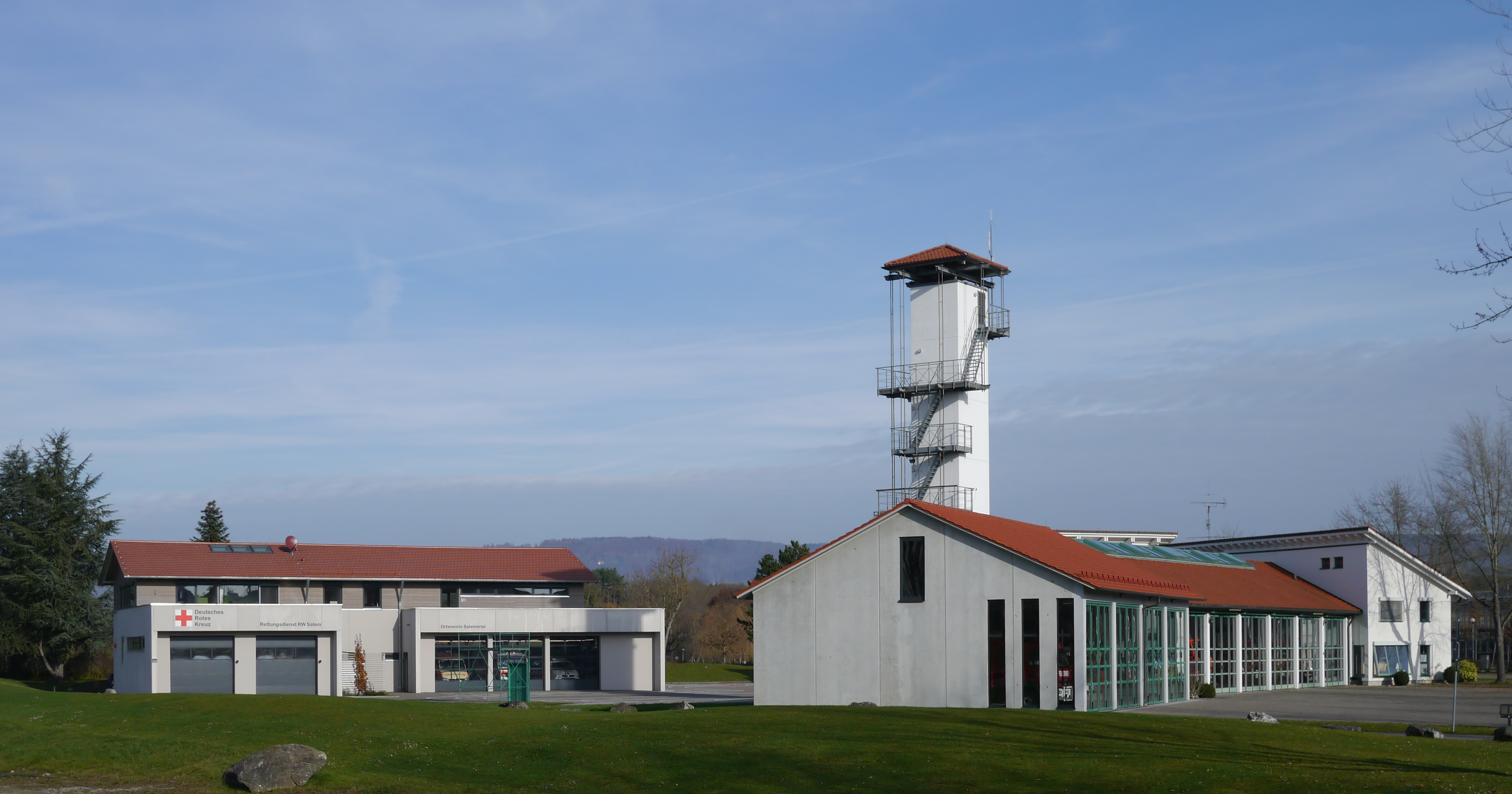
Gebäude der Freiwilligen Feuerwehr und des DRK in Mimmenhausen

Die Wirtschaft in Salem ist durch kleine Unternehmen und Handwerksbetriebe geprägt. Ein bedeutender Anteil der Arbeitnehmer arbeitet nicht in Salem, sondert pendelt in die größeren Städte der Region. Die Firmen Hermann Schwelling Maschinenbau und die Advanced Space Power Equipment GmbH haben ihren Sitz in Salem. Durch den Gewerbepark Salem wird versucht, neue Arbeitsplätze in der Gemeinde zu schaffen.
Im Gewerbegebiet Neufrach befinden sich auch etliche High-Tech-Unternehmen sowie ein Gewerbepark.
Mit der Sparkasse Salem-Heiligenberg verfügt die Gemeinde über die älteste Sparkasse Deutschlands. Sie wurde 1749 von Abt Anselm II. gegründet. Zum 1. August 1975 wurde die damalige Bezirkssparkasse Salem mit der Bezirkssparkasse Heiligenberg zur heutigen Sparkasse Salem-Heiligenberg fusioniert.
In der Gemeinde Salem gibt es 115 Kleinbrenner (Stand: Dezember 2011).

### Verkehr

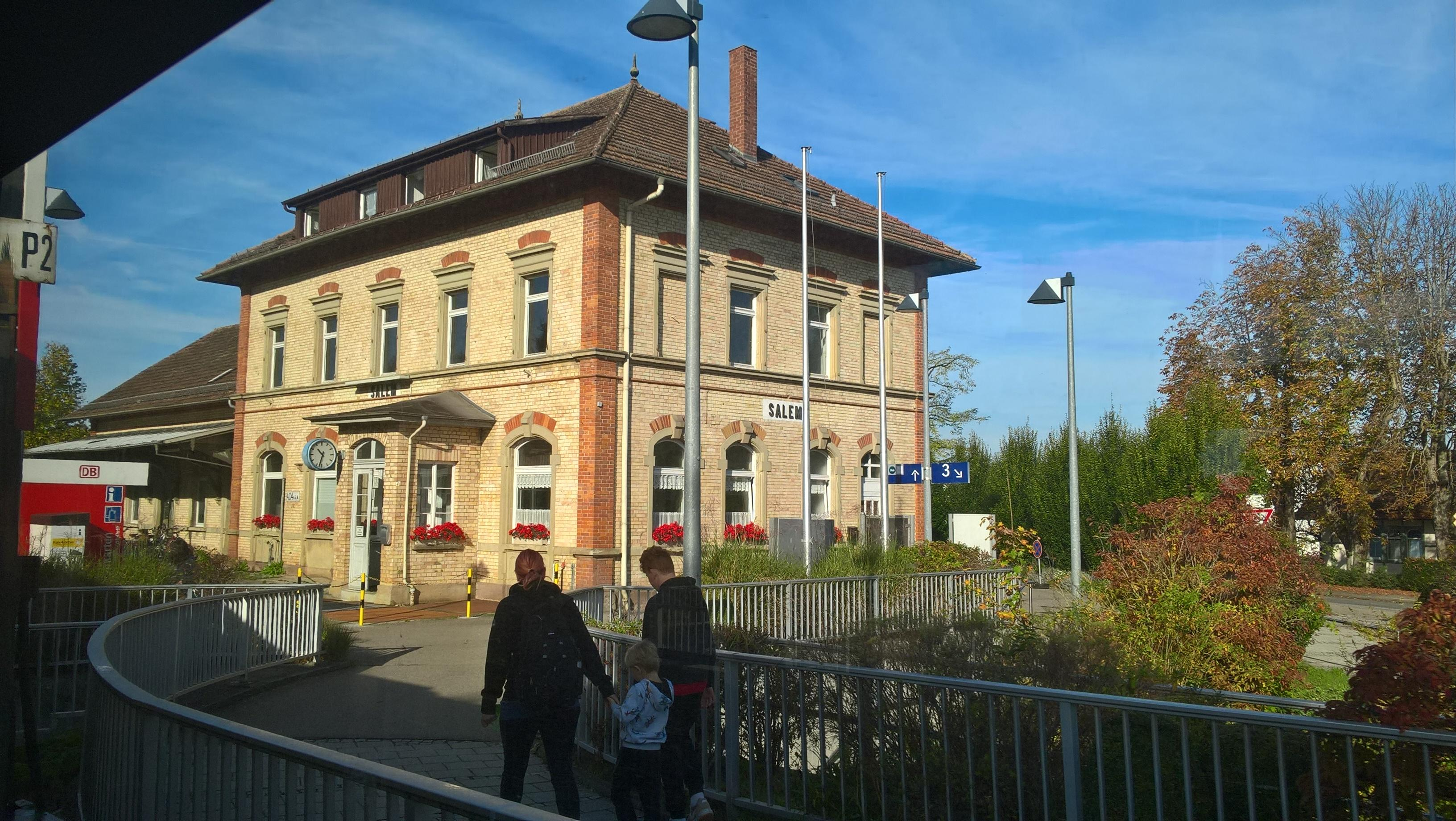
Das Salemer Bahnhofsgebäude

Seit 1901 ist Salem durch die Bahnstrecke Stahringen–Friedrichshafen an das Eisenbahnnetz angeschlossen. Es bestehen stündliche Verbindungen nach Markdorf und Friedrichshafen im Osten sowie Überlingen, Radolfzell und Singen im Westen. Die Gemeinde gehört dem Bodensee-Oberschwaben Verkehrsverbund (bodo) an. Die Bahnstrecke nach Frickingen ist stillgelegt und abgebaut.

### Bildung
Salem ist überregional bekannt durch die wohl berühmteste Privatschule Deutschlands: Das Internat Schule Schloss Salem wurde am 14. April 1920 durch den Reformpädagogen Kurt Hahn und Prinz Max von Baden gegründet und steht unter der Schirmherrschaft des jeweiligen baden-württembergischen Kultusministers.
Direkt am Schlosssee befindet sich das 1976 eröffnete Bildungszentrum Salem, in dem auch eine Gemeinschaftsschule ist.
Die Teilorte Mimmenhausen, Neufrach und Beuren haben jeweils eine eigene Grundschule, in Stefansfeld befindet sich eine öffentliche Förderschule mit angeschlossener Beratungsstelle für Frühförderung. Die Fritz-Baur-Grundschule ist nach Fritz Baur, damaligem Bürgermeister der selbstständigen Gemeinde Mimmenhausen zur Gemeindereform in Baden-Württemberg benannt.
In Buggensegel ist der Sitz der Sonnenbergschule Schule für geistig Behinderte.
Zudem befindet sich im Teilort Weildorf die Musikschule der Gemeinde im ehemaligen Schulgebäude.

## Persönlichkeiten

### Söhne und Töchter der Gemeinde
- Hans von Savoyen (um 1450–1500), Baumeister und Bildhauer der Spätgotik
- Hans Saphoy († 1578), Dombaumeister
- Jodok Pein († nach 1729), Registrator, Laienpfründer, Konzipist und Lehrpropst
- Joseph Anton Feuchtmayer (1696–1770), Stuckateur und Bildhauer des Rokoko
- Johann Baptist von Keller (1774–1845), Bischof von Rottenburg
- Joseph Kössing (1804–1891), römisch-katholischer Theologe und Geistlicher
- Johann Baptist Räfle (1808–1888), Kaufmann und Revolutionär während der badischen Revolution 1848/49
- Eugen von Seyfried (1816–1889), Jurist und Politiker im Großherzogtum Baden
- Joseph Bernhard Jack (1818–1901), Apotheker und Botaniker
- Friedrich Kössing (1825–1894), geboren in Mimmenhausen, römisch-katholischer Theologe, Geistlicher und Hochschullehrer
- Wilhelm Baur (1839–1921), Apotheker und Botaniker
- Albert Jack (1856–1935), Architekt
- Marie Alexandra von Baden (1902–1944), badische Prinzessin
- Arthur Raither (1911–1988), geboren in Neufrach, Landwirt, Agrarpolitiker
- Max Markgraf von Baden (1933–2022), von 1963 bis 2022 Chef des Hauses Baden
- Abdullah Wagishauser (* 1950), geboren in Neufrach, muslimischer Geistlicher
- Bernhard von Baden (* 1970), seit 2022 Chef des Hauses Baden
- Alexander Hahn (* 1987), Politiker (FDP)
- Mika Baur (* 2004), Fußballspieler

### Persönlichkeiten mit Verbindung zur Gemeinde
- Bernd Lampe (* 1939), Schriftsteller, war Dozent in Salem[19]
- Klaus Hoher (* 1968), Politiker (FDP), lebt in Salem
- Markus Baur (* 1971), Handball-Nationalspieler, lebt in Salem und spielte im Teilort Mimmenhausen
- Thomas Stehle (* 1980), Fußballspieler, wuchs in Salem auf und lernte bei RW Salem das Fußballspielen